# Regal-Gletscher
Der Regal-Gletscher ist der rechte Quellgletscher des Nizina-Gletschers an der Südflanke der östlichen Wrangell Mountains in Alaska (USA).
Der 21 km lange Regal-Gletscher besitzt sein Nährgebiet an der Ostflanke des Regal Mountain auf einer Höhe von etwa 3400 m. Er fließt in ostsüdöstlicher Richtung. Die Gletscherbreite liegt bei 1,8 km. Der Regal-Gletscher vereinigt sich schließlich auf einer Höhe von etwa 1050 m mit dem von Norden kommenden Rohn-Gletscher zum Nizina-Gletscher.